# Bạn tình

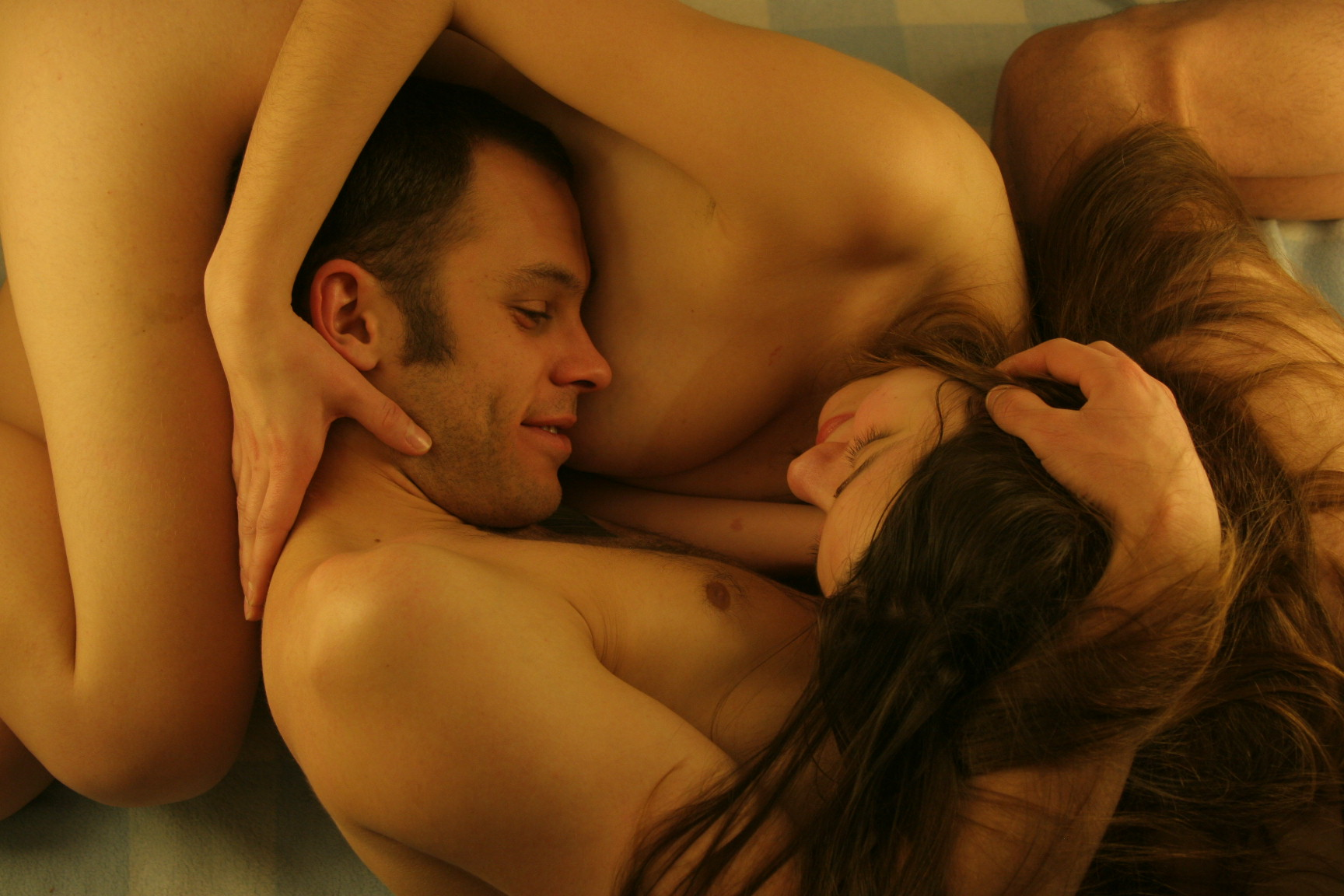
Một đôi bạn tình

Bạn tình là những người tham gia vào các hoạt động tình dục với nhau. Bạn tình hay còn gọi là đối tác tình dục có thể chỉ bất kỳ về số lượng người, giới tính, quan hệ tình dục, hoặc khuynh hướng tình dục (chẳng hạn như đồng tính). Bạn tình có thể trở thành bạn đời (thuật ngữ dùng để chỉ về những cặp chung sống trọn đời hoặc có tình dục có sự cam kết, ràng buộc bằng một cuộc hôn nhân mà rõ nhất là có hôn thú hoặc hôn ước) hoặc chỉ là quan hệ tình dục đơn thuần. Bạn tình cũng có thể được chuyển hóa từ tình bạn.

## Đối tượng
Thuật ngữ bạn tình thông thường được áp dụng để chỉ về quan hệ tình dục có sự đồng thuận, không dùng để những người bị ép buộc hoặc quan hệ từ một sự cưỡng ép như hiếp dâm hoặc quan hệ tình dục với súc vật. Trong những trường hợp tình dục cưỡng ép thì một bên gây ra thường được gọi là thủ phạm, và người chống lại người quan hệ tình dục bất thành hoặc thành công được gọi là một nạn nhân. Nói chung, một người bạn tình là một trong những người mà hiện nay tham gia vào một hoạt động tình dục, hoặc thường xuyên tham gia vào các hoạt động như vậy và hy vọng sẽ làm như vậy một lần nữa trong tương lai.
Các đối tác tình dục có thể là trong một mối quan hệ, âu yếm riêng rẽ với nhau hoặc họ đơn thuần tham gia vào các hoạt động tình dục một cách bình thường. Những người có quan hệ trong những điều kiện thân mật gắn bó với nhau thì có thể gọi bằng thuật ngữ người yêu, người tình, nhân tình. Cũng có thể đó là quan hệ tình dục một cách chóng vánh không để lại danh tính  ví dụ như trong trường hợp quan hệ tình dục với một người lạ, tình một đêm, hoặc quan hệ với gái mại dâm.
Một người có thể là đối tác tình dục của người khác ngay cả khi hoạt động tình dục là bất hợp pháp, là một điều cấm kỵ trong xã hội hoặc vi phạm một sự tin tưởng hoặc cam kết ví dụ như ngoại tình, phản bội, lăng nhăng, lang chạ với người khác. Một người có thể có nhiều hơn một người bạn tình cùng một lúc ví dụ như tình tay ba, tình dục tập thể... Hoặc trường hợp hôn nhân đa thê, đa thiếp…..
Một đối tác cũ của hoạt động tình dục hay người cũ là một người mà người mà không có ý định tham gia vào bất kỳ hoạt động tình dục này nữa, trong khi một người bạn tình tiềm năng là một trong những người mà tuy trước đây không tham gia vào bất kỳ hoạt động tình dục nào với nhau, nhưng có sự ham muốn chuyện này.
Giới nữ luôn có sự mâu thuẫn nội tâm khi lựa chọn bạn tình và bạn đời, phần lớn phụ nữ dễ bị cuốn hút bởi những chàng trai có chất giọng trầm ấm, nhưng khi tìm kiếm một người chồng thì họ lại lựa những người đàn ông có chất giọng cao.